# ساياني غوبتا
ساياني غوبتا (مواليد 9 أكتوبر 1985) هي ممثلة هندية، بدأت مشوارها الفني عام 2012 وشاركت في فيلم فان ومادة رقم 15.

## روابط خارجية
- ساياني غوبتا على موقع IMDb (الإنجليزية)
- ساياني غوبتا على موقع قاعدة بيانات الفيلم (الإنجليزية)
- ساياني غوبتا على موقع كينوبويسك (الروسية)